# Comutação de circuitos
A comutação de circuitos, em redes de telecomunicações, é um tipo de alocação de recursos para transferência de informação que se caracteriza pela utilização permanente destes recursos durante toda a transmissão. É uma técnica apropriada para sistemas de comunicações que apresentam tráfego constante (por exemplo, a comunicação de voz), necessitando de uma conexão dedicada para a transferência de informações contínuas. 

## Funcionamento
Essencialmente, uma comunicação via comutação de circuitos entre duas estações se subdivide em três etapas: o estabelecimento do circuito, a conversação e a desconexão do circuito. 
Na primeira etapa, uma rota fixa entre as estações envolvidas é estabelecida para que elas possam se comunicar. Entre uma ponta e outra da comunicação, é determinada e alocada uma conexão bidirecional  (isto é, um circuito), contendo um canal dedicado para cada estação transceptora até o término da comunicação.
Em seguida, as estações envolvidas podem trocar informações entre si, transmitindo e recebendo dados através do circuito já estabelecido. Esta transferência de dados corresponde a segunda etapa da comutação de circuitos.
Após um período indeterminado, a conexão é finalmente encerrada, quase sempre pela ação de uma das estações comunicantes. Nesta última etapa, todos os nós intermediários do circuito precisam ser desalocados de modo a serem reutilizados, conforme necessário, para formar novos circuitos entre quaisquer estações pertencentes à rede. Para tanto, sinais de controle são transmitidos para estes nós, liberando recursos para outras conexões.

## Chaveamento
Existem três maneiras diferentes de se alocar canais de comunicação em comutação de circuitos. São elas:
- Chaveamento espacial: é estabelecido um caminho entre duas estações por meio de enlaces físicos permanentes durante toda a comunicação. Ao longo desse caminho, uma sucessão de chaves físicas, cada uma em um nó intermediário, formam um circuito através da interconexão entre suas portas;
- Chaveamento de frequências: é estabelecida uma associação entre dois canais de frequência em cada enlace. Um nó intermediário, ao receber um sinal de uma onda portadora de determinada frequência, realiza a filtragem e demodulação deste sinal para sua posterior modulação e transmissão na outra frequência associada.
- Chaveamento do tempo: é estabelecida uma associação de dois canais de tempo em cada enlace. Cada nó intermediário associa um canal TDM síncrono de uma linha com outro canal TDM síncrono de outra linha, demultiplexando o sinal de um circuito desejado para ser multiplexado e encaminhado para outro nó.

## Aplicação
A comutação de circuitos é muito empregada em sistemas telefônicos, devido a natureza contínua que caracteriza a comunicação por voz. Este comportamento constante da comunicação é um fator determinante para o emprego de tal técnica, uma vez que a utilização de comutação de circuitos em transmissões de dados que se caracterizam por rajadas ou longos períodos de inatividade resulta em desperdício da capacidade do meio físico.

## Comutação Rápida de Circuitos
Para contornar o problema do desperdício de recursos quando um circuito está ativo porém suas estações comunicantes se encontram em silêncio, foi desenvolvida a chamada comutação rápida de circuitos (Fast Connect Circuit Switching). Ela consiste num conjunto de técnicas que permitem a detecção de períodos de silêncio em circuitos que se encontram ociosos, liberando temporariamente os recursos alocados para serem utilizados na criação de outros circuitos. Assim que uma das estações volta a transmitir, o circuito deve ser rapidamente restabelecido para que a conversação possa prosseguir. Entretanto, existe uma probabilidade de que a conexão não seja recuperada por falta de recursos, no caso de os nós intermediários da rede se encontrarem quase todos ocupados com outras conversações.